# 3LW
3LW (acrônimo para "3 Little Women") foi um girl group americano de R&B formado em 1999, cuja formação original era composta por Adrienne Bailon, Kiely Williams e Naturi Naughton.
Entre os feitos do 3LW, destacam-se a venda de mais de 1 milhão de cópias com seu álbum de estreia, uma turnê com as Destiny's Child e parceria com Michael Jackson. O sucesso do grupo começou a desandar devido a polêmicas com a saída da integrante Naturi. Jessica Benson entrou para substituir a integrante que saiu meses depois e permaneceu no grupo até o fim dele, em 2007. Elas são mais conhecidas por seus singles "No More (Baby I'ma Do Right)", "Playas Gon' Play" e "I Do (Wanna Get Close to You)".

## Biografia

### 1998-1999: Formação
Kiely Williams cresceu em uma família toda envolvida com o ramo musical, e na adolescência resolveu que queria estar nos palcos, pedindo para sua mãe Michele Williams (meia-irmã mais velha que assumiu a guarda de Kiely pois sua mãe morreu meses após o parto) que a permitisse ser uma cantora. Michele, junto com Tse Williams (irmã das duas), resolveu investir em audições para montar uma girl group.
No fim dos anos 90, com audições feitas em Nova Jersey e Nova Iorque, as responsáveis pelo grupo juntaram Kiely a duas outras adolescentes, Adrienne Bailon - de descendência latino-americana, e Naturi Naughton - residente de Nova Jersey que cantava em pequenos eventos na cidade, formando então o 3LW em 1999.

### 2000-2001: 3 Little Women e sua ascensão
Logo após a formação, o grupo assinou contrato com a gravadora Epic Records. Mesclando um R&B mais jovem com uma sonoridade pop e letras de canções adolescentes, elas foram introduzidas como "as meninas do novo milênio." O primeiro material do grupo foi o single, "No More", lançado em outubro de 2000.
"No More" alcançou ótimas posições nas paradas da Billboard e também nas paradas musicais da Europa, enquanto o videoclipe fez sucesso no programa de sucesso TRL da MTV. O single foi seguido pelo CD de mesmo nome que o grupo que vendeu mais de 1 milhão de cópias só nos EUA.
O grupo repetiu o sucesso do primeiro single com o trabalho seguinte, "Playas Gon' Play" e no verão de 2001 participaram da turnê MTV TRL junto com as Destiny's Child, Dream, Nelly, Eve, Jessica Simpson, e alguns outros artistas populares no momento.
Foi também em 2001 que o grupo foi convidado para participar da canção "What More Can I Give" de Michael Jackson com outros vários artistas, incluindo Jennifer Lopez, Beyoncé, NSYNC, Celine Dion, Brian McKnight, Luther Vandross, Mariah Carey, Usher, entre outros. A canção foi gravada como resposta aos ataques de 11 de setembro. No mesmo ano, o 3LW participou da trilha sonora do sucesso Jimmy Neutron cantando "Parents Just Don't Understand" com Nicki Cannon e Lil' Romeo.
Neste mesmo ano, o grupo foi consagrado com dois prêmios no Ladies Of Soul Awards onde também apresentaram uma performance ao vivo no palco.

### 2002: "A Girl Can Mack" e o rompimento
Elas ficaram a primeira metade de 2002 gravando um novo cd chamado "Same Game, Different Rules". Ao apresentar "Uh Oh" como single principal do novo trabalho, foram rejeitadas pela gravadora. Como agravante, outras músicas gravadas vazaram na internet e o pessoal da Epic Records às deixaram de lado, considerando demití-las. 
Foi então lançada pelos fãs uma campanha chamada "Never Let Go of 3LW" que fez com que a gravadora reconsiderasse. Apesar de não terem sido dispensadas, o grupo precisou repaginar sua identidade visual que foi drasticamente mudada. Depois de muitas mudanças feitas, o single "I Do" foi lançado em junho de 2002 em parceria com os rappers Loon e P Diddy. Bem recebido pelo público, o videoclipe mostrava o grupo com um apelo mais sensual, novo visual e roupas mais provocantes, apesar da pouca idade. Em parceria com a Nickelodeon, o 3LW fez um show especial para a TV que viria a se transformar em seu primeiro e único DVD, "3LW: Live on Sunset."
O segundo álbum, "A Girl Can Mack", estava prestes a ser lançado quando um escândalo envolvendo o grupo veio a tona. Naturi foi às rádios falar sobre estar insatisfeita com seu papel no grupo e sobre o mau relacionamento que tinha com as outras integrantes e suas empresárias, as irmãs Williams. Uma grande briga aconteceu após isso e Naturi veio a público alegando ter sido agredida por Kiely, quem supostamente havia jogado frangos e batatas do KFC nela, pouco antes de ser expulsa do grupo. Naturi usou o colorismo e o racismo dos adultos por trás do grupo para justificar os conflitos e chegou a acusar Tse e Michele Williams de exploração sexual. O caso foi levado à corte, mas as irmãs Williams negaram e as acusações foram canceladas em 2004.
Mesmo com o escândalo, Adrienne e Kiely continuaram como uma dupla e os empresários lançaram o segundo disco com os vocais e imagens de Naturi mesmo assim. As duas integrantes, mesmo ainda usando o nome 3LW, ficaram conhecidas como 2LW. Kiely e Adrienne foram à TV negar as acusações de Naturi de agressão e racismo. As 2LW lançaram o single e o clipe "Neva Get Enuf", que tinha vocais de Naturi, mas só trazia as duas, tanto na capa do single, quanto no videoclipe. Nem o álbum, nem os singles seguintes foram bem recebidos depois do escândalo, tendo desempenhos abaixo do esperado.
No mês de dezembro o grupo lançou o CD natalino "Naughty Or Nice", também com backing vocal da Naturi,que viria a ser o último do grupo.
Foi nessa mesmo época em que Adrienne e Kiely fizeram audições para atuar no filme The Cheetah Girls - As Feras da Música, um musical do Disney Channel sobre um girl group.

### 2003-2004: A Nova Little Woman e as Cheetah Girls
Depois de algumas audições pelo país, o grupo anunciou Jessica Benson como substituta de Naturi e nova integrante do grupo. Benson entrou para o grupo nas últimas semanas de 2002, mas só começou a se apresentar com o grupo em 2003.
Benson acompanhou o grupo em programas de TV, eventos e apresentações em premiações. "Bling Bling" e "After This", apresentada no Lady Of Soul Awards de 2003, foram cotadas para ser o carro-chefe do novo disco do grupo, mas acabaram sendo engavetadas.
Em 2003 foi lançado o filme "The Cheetah Girls", estrelado por Kiely e Adrienne, além de Raven-Symoné e Sabrina Bryan. Os resultados bem-sucedidos do filme fizeram com que a Disney trouxessem as Cheetah Girls pra vida real em 2004, formando um grupo que acabaria por tirar o foco do 3LW.

### 2005-2007: Point Of No Return e o Fim
Depois de serem demitidas da Epic, o 3LW assinou com a gravadora So So Def, onde começaram a trabalhar em um novo disco e em novas músicas. O álbum "Phoenix Rising" foi adiado por diversas vezes e teve várias de suas faixas vazadas na internet. Só em 2006 o 3LW lançou oficialmente um material com a integrante Jessica. "Feelin' You" viria a ser o último single e videoclipe do grupo. O novo álbum, agora chamado de "Point Of No Return", estava praticamente pronto, com várias faixas gravadas, e até a do CD já tinha escapado na internet, mas Adrienne e Kiely continuaram se dedicando às Cheetah Girls, o que levou Jessica a abandonar o grupo, e o CD nunca foi lançado. O fim do 3LW foi anunciado oficialmente em 2007.

## Atuando
As 3LW também tiveram experiências como atrizes, em 2001 Naturi,Adrienne e Kiely atuaram em um episódio do seriado da Nickelodeon "Taina". Na época do "2LW" Adrienne e Kiely atuaram no musical The Cheetah Girls,que foi lançado em 2003,e em suas sequências,The Cheetah Girls 2 e The Cheetah Girls 3. Adrienne, durante o 3LW,atuou nos filmes "Coach Carter","All You've Got" e também interpretou Alana,vilã do seriado "As Visões da Raven".
As LW Jessica, Kiely e Adrienne também fizeram uma participação especial no vídeo "Radio" de Jarvis.

## Integrantes

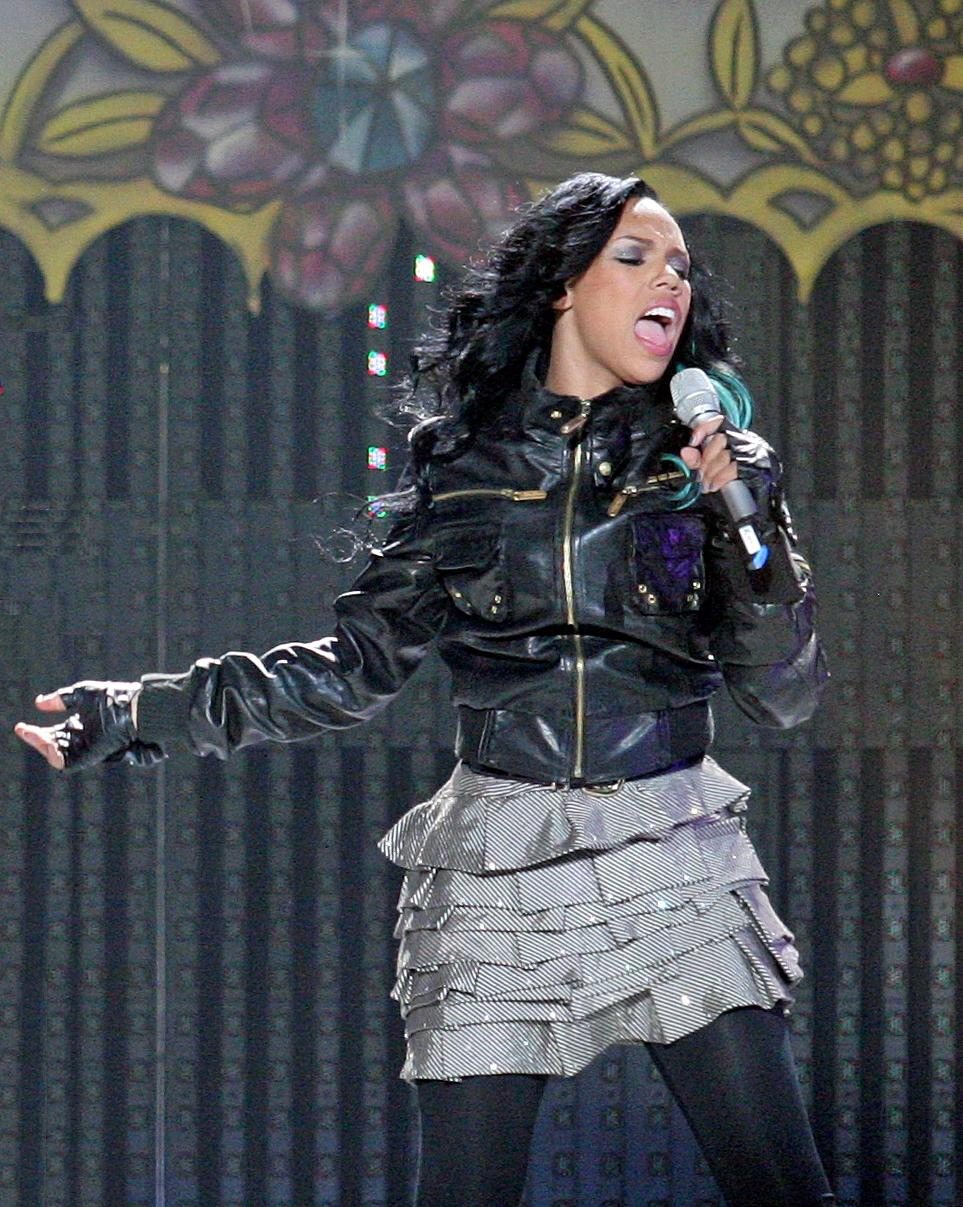
Kiely Williams

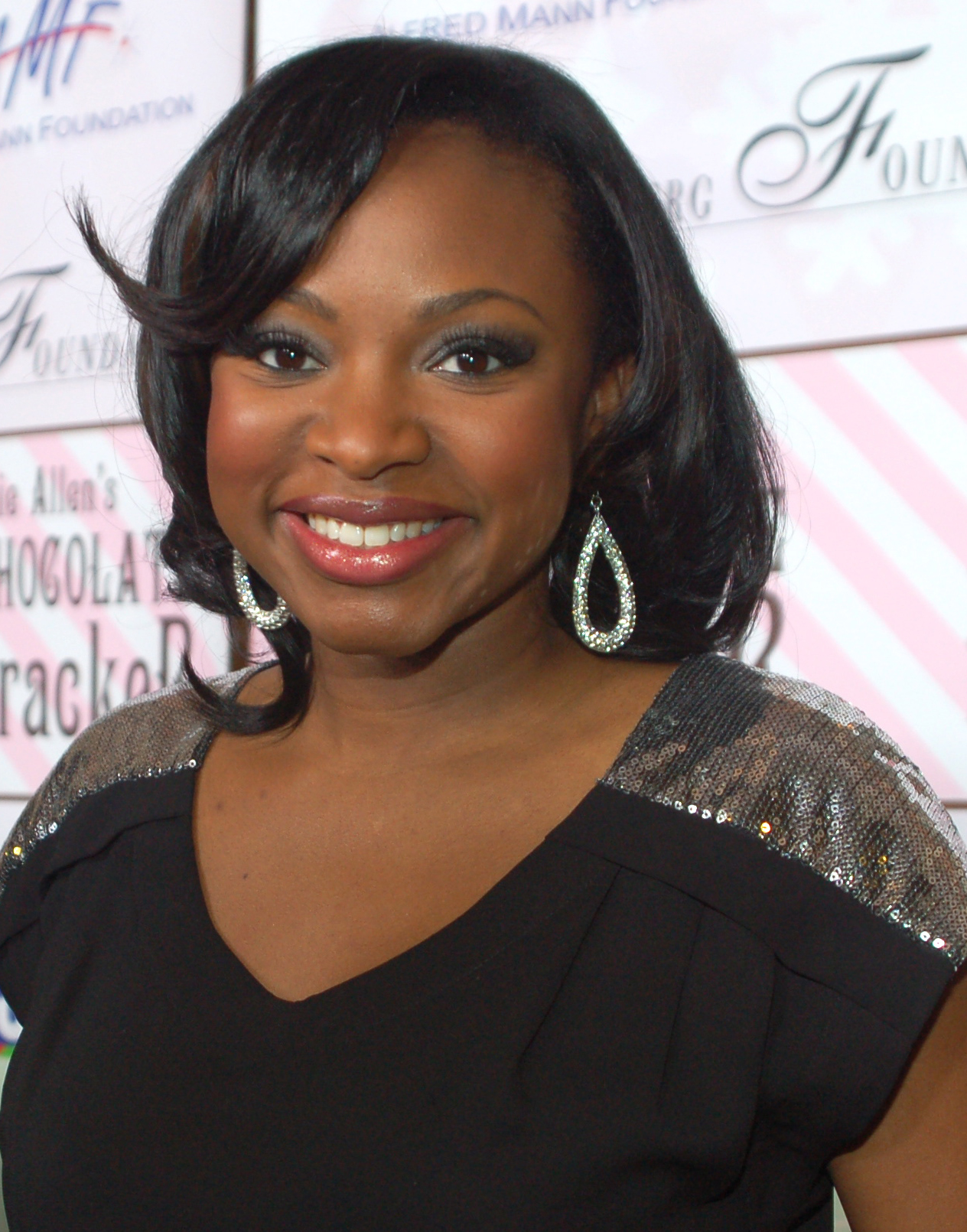
Naturi

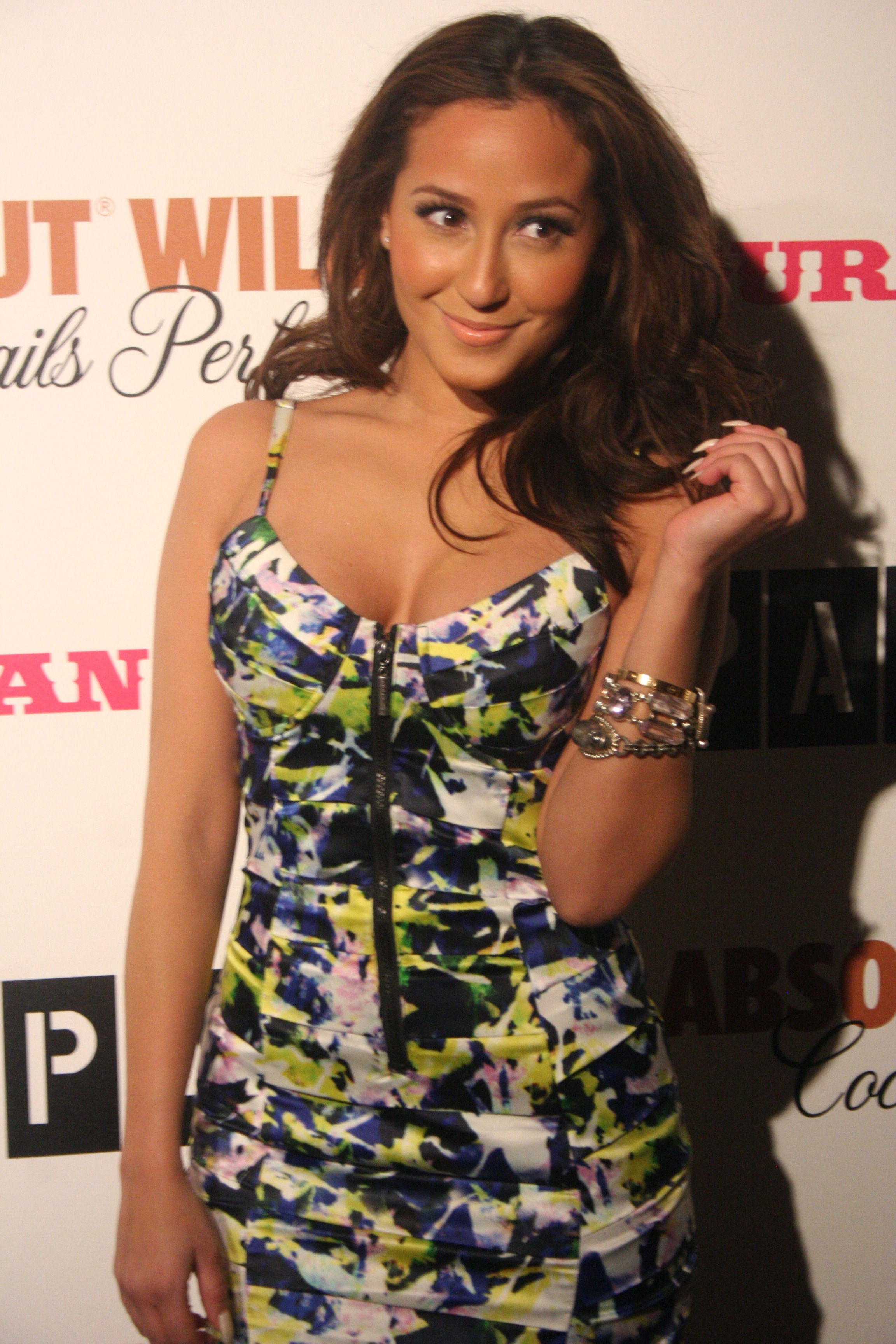
Adrienne Bailon

- Kiely Williams (1999–2007)
- Adrienne Bailon (1999–2007)
- Naturi Naughton (1999–2002)
- Jessica Benson (2003–2007)

## Discografia

### Álbuns de estúdio
- 2000: 3LW
- 2002: A Girl Can Mack
- 2002: Naughty Or Nice
- 2004: Neva Get Enuf (coletânea de melhores sucessos)